# Virus (band)
 For alternative betydninger, se Virus. (Se også artikler, som begynder med Virus)
Virus er et norsk avantgarde jazz rock-band der har kontrakt med Jester Records. Det blev dannet i 2000 af multiinstrumentalisten Carl-Michael Eide. Bandet betragtes som en fortsættelse af hans tidligere band Ved Buens Ende[kilde mangler] på grund af lignende musikalske elementer og en avantgarde form for usædvanlig eksperimentering, selvom bandet har sin egen karakteristiske lyd.[kilde mangler]

## Medlemmer
- Czral (Carl-Michael Eide) – Guitar, vokal
- Esso (Einar Sjurso) – Trommer

### Tidligere medlemmer
- Plenum (Petter Berntsen) – Bas

## Diskografi

### Studiealbum
- 2003: Carheart
- 2008: The Black Flux
- 2011: The Agent That Shapes the Desert
- 2012: Oblivion Clock (EP)
- 2016: Memento Collider
- 2017: Investigator (EP)